# Мале-Ярки
Мале-Ярки — деревня в гмине Велька-Нешавка Торуньского повета Куявско-Поморского воеводства в центральной части севера Польши.